# Stallehr
Stallehr è un comune austriaco di 275 abitanti nel distretto di Bludenz, nel Vorarlberg. È stato istituito nel 1947 per scorporo dalla città di Bludenz.